# Estación de Carregado
La Estación de Carregado es una plataforma de la Línea del Norte, que sirve a parroquias de Carregado, en el Ayuntamiento de Alenquer, en Portugal; fue inaugurada el 28 de octubre de 1856.

## Historia

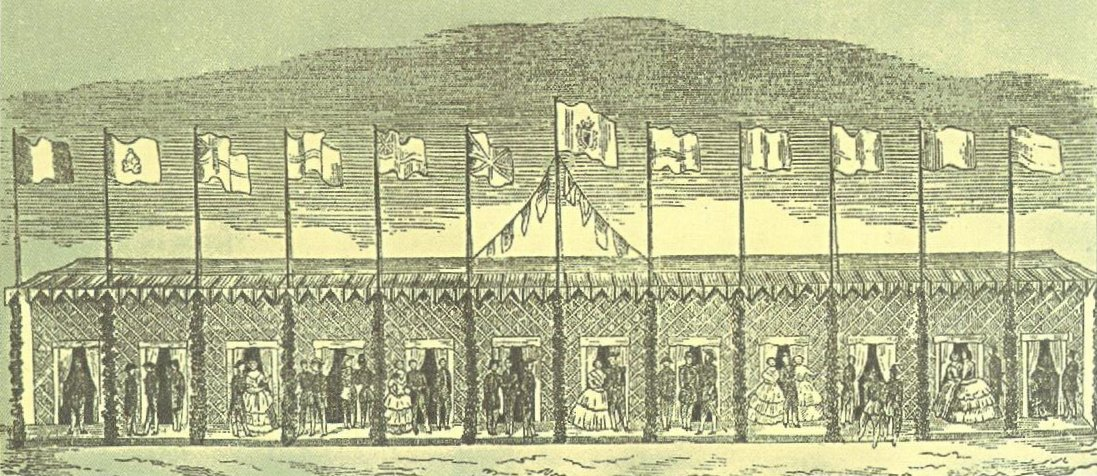
Pabellón alzado en la Estación de Carregado, para la ceremonia de inauguración, el 28 de octubre de 1856.

La inauguración de esta plataforma se produjo el 28 de octubre de 1856, como punto terminal de la primera línea ferroviaria en Portugal (el segmento inicial de la Línea del Norte), que comenzaba en Lisboa.
En 1926, la Compañía de los Caminhos de Ferro Portugueses estableció, a través de la Emprêsa de Transportes entre Carregado y Alemquer, un servicio de transporte de pasajeros, equipajes y mercancías, por carretera, entre esta estación y la localidad de Alenquer. La Junta Autónoma de Rutas aprobó, para el ejercicio de 1933 a 1934, entre otros proyectos, la reparación del ramal de la Ruta Nacional 1 para la estación de Carregado, con el uso de paralelepípedos.